# Crocidura lepidura
Crocidura lepidura is een spitsmuis uit het geslacht Crocidura die voorkomt op Sumatra tot op 2000 m hoogte. Deze soort werd vroeger tot C. fuliginosa gerekend, maar die schijnt niet nauw verwant te zijn. C. lepidura lijkt wel sterk op Crocidura baluensis uit Borneo. Crocidura villosa Robinson & Kloss, 1918 is een synoniem van C. lepidura. Het karyotype bedraagt 2n=37-38, FN=54.
C. lepidura is waarschijnlijk de grootste Crocidura van Zuidoost-Azië. Het is een zwarte spitsmuis met een harde, lange vacht. De kop-romplengte bedraagt 90 tot 112 mm, de staartlengte 60 tot 84 mm, de achtervoetlengte 16,7 tot 18,8 mm en het gewicht 13 tot 21,5 g.